# ويليام بول موديبو
ويليام بول موديبو (بالإنجليزية: William Paul)‏ (5 أغسطس 1868 في المملكة المتحدة - 3 أغسطس 1932) هو مدرب كرة قدم ولاعب كرة قدم بريطاني (وحمل سابقاً جنسية المملكة المتحدة لبريطانيا العظمى وأيرلندا) في مركز الظهير. شارك مع منتخب اسكتلندا لكرة القدم.

## وصلات خارجية
- ويليام بول موديبو على موقع قاعدة بيانات كرة القدم.إي يو (الإنجليزية)